# Longa Marcha (família de foguetes)

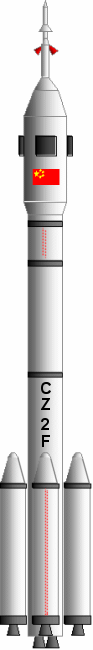
Um LM-2F.

A família de foguetes Longa Marcha (LM) (chinês simplificado: 长征火箭, pinyin: Chángzhēng huǒjiàn), são veículos lançadores descartáveis, operados pela República Popular da China. O foguete Longa Marcha utiliza propelente líquido em seu primeiro estágio, como o combustível a ((CH3)2NNH2)  dimetil-hidrazina assimétrica e o oxidante (N2O4) Tetróxido de Nitrogênio. Cada compartimento possui um tanque de combustível e um tanque de oxidante.
Uma parte dos satélites comerciais de hoje em dia são lançados pelo foguete Longa Marcha do Centro Espacial de Xichang, situado na província de Sichuan. O Centro Espacial de Jiuquan, situado na província de Gansu é mais utilizado para o lançamento de satélites militares. Já o Centro Espacial de Taiyuan se situa na província de Shanxi. Ambos os centros também lançam o foguete Longa Marcha. Seu nome provém de fatos da história da China, sobre a Longa Marcha empreendida por Mao Tse-tung e seus seguidores.
Foi um foguete dessa família que lançou ao espaço o Satélite Sino-Brasileiro de Recursos Terrestres brasileiro (CBERS).

## Modelos
- Grupo LM 1 	
  - Longa Marcha 1
  - Longa Marcha 1D
- Grupo LM 2
  - Feng Bao 1
  - Longa Marcha 2
  - Longa Marcha 2A
  - Longa Marcha 2C
  - Longa Marcha 2D
  - Longa Marcha 2E
  - Longa Marcha 2E(A)
  - Longa Marcha 2F
  - Longa Marcha 2F/G
  - Longa Marcha 2G
- Grupo LM 3 	
  - Longa Marcha 3
  - Longa Marcha 3A
  - Longa Marcha 3B
  - Longa Marcha 3B/E
  - Longa Marcha 3B(A)
  - Longa Marcha 3C
- Grupo LM 4 	
  - Longa Marcha 4A
  - Longa Marcha 4B
  - Longa Marcha 4C
- Grupo LM 5
  - Longa Marcha 5
  - Longa Marcha 5B
- Grupo LM 6
  - Longa Marcha 6
  - Longa Marcha 6A
- Grupo LM 7
  - Longa Marcha 7
  - Longa Marcha 7A
- Grupo LM 8
  - Longa Marcha 8
- Grupo LM 9
  - Longa Marcha 9
- Grupo LM 11
  - Longa Marcha 11

## Variantes
Os foguetes Longa Marcha são organizados em várias séries:
| Modelo             | Estadpo            | Estágio                      | Comprimento (m)        | Max. diâmetro (m) | Massa (t) | Empuxo (kN) | Carga (LEO, kg) | Carga (GTO, kg) |
| ------------------ | ------------------ | ---------------------------- | ---------------------- | ----------------- | --------- | ----------- | --------------- | --------------- |
| Longa Marcha 1     | Aposentado         | 3                            | 29,86                  | 2,25              | 081,6     | 1 020       | 300             | -               |
| Longa Marcha 1D    | Aposentado         | 3                            | 28,22                  | 2,25              | 081,1     | 1 101       | 930             | -               |
| Longa Marcha 2A    | Aposentado         | 2                            | 31,17                  | 3,35              | 190       | 2 786       | 1 800           | -               |
| Longa Marcha 2C    | Ativo              | 2                            | 35,15                  | 3,35              | 192       | 2 786       | 2 400           | -               |
| Longa Marcha 2D    | Ativo              | 2                            | 33,667 (Sem blindagem) | 3,35              | 232       | 2 962       | 3 100           | -               |
| Longa Marcha 2E    | Aposentado         | 2 (mais 4 Strap-on boosters) | 49,686                 | 7,85              | 462       | 5 923       | 9 500           | 3 500           |
| Longa Marcha 2E(A) | Em desenvolvimento | 2 (mais 4 Strap-on boosters) | 53,60                  | N/A               | 695       | 8 910       | 14 100          | -               |
| Longa Marcha 2F    | Ativo              | 2 (mias 4 Strap-on boosters) | 58,34                  | 7,85              | 480       | 5 923       | 8 400           | 3 370           |
| Longa Marcha 2F/G  | Ativo              | 2 (mias 4 Strap-on boosters) | N/A                    | 7,85              | N/A       | N/A         | 11 200          | N/A             |
| Longa Marcha 3     | Aposentado         | 3                            | 43,8                   | 3,35              | 202       | 2 962       | 5 000           | 1 500           |
| Longa Marcha 3A    | Ativo              | 3                            | 52,52                  | 3,35              | 241       | 2 962       | 8 500           | 2 600           |
| Longa Marcha 3B    | Aposentado?        | 3 (mias 4 Strap-on boosters) | 54,838                 | 7,85              | 426       | 5 924       | 12 000          | 5 100           |
| Longa Marcha 3B/E  | Ativo              | 3 (mias 4 Strap-on boosters) | 56,326                 | 7,85              | 458,97    | ?           | ?               | 5 500           |
| Longa Marcha 3B(A) | Em desenvolvimento | 3 (mias 4 Strap-on boosters) | 62,00                  | 7,85              | 580       | 8 910       | 13 000          | 6 000           |
| Longa Marcha 3C    | Ativo              | 3 (mias 2 Strap-on boosters) | 55.638                 | 7,85              | 345       | 4 443       | ?               | 3 800           |
| Longa Marcha 4A    | Aposentado         | 3                            | 41,9                   | 3,35              | 249       | 2 962       | 4 000           | (SSO) 1 500     |
| Longa Marcha 4B    | Ativo              | 3                            | 44,1                   | 3,35              | 254       | 2 971       | 4 200           | (SSO) 2 200     |
| Longa Marcha 4C    | Ativo              | 3                            |                        | 3,35              |           | 2 971?      | 4 200           | (SSO) 2 800     |
| Longa Marcha 5     | Em desenvolvimento | 3                            | N/A                    | N/A               | N/A       | N/A         | 25 000          | 14 000          |
| Longa Marcha 6     | Ativo              | 3                            |                        |                   |           |             |                 | (SSO) 500       |
| Longa Marcha 7     | Em desenvolvimento | 2                            | 57                     | 3,35              |           | 1200        |                 |                 |
| Longa Marcha 8     | Em estudo          |                              |                        |                   |           |             |                 |                 |
| Longa Marcha 9     | Em estudo          |                              |                        | 8 a 10            | 3000      |             | 130 000         | 50 000          |
| Longa Marcha 11    | Em desenvolvimento | 3 sólido ?                   |                        | ~2 ?              |           |             |                 |                 |

| 2A | 2C | 2D | 2E | 2F | 3 | 3A | 3B | 3C | 4A | 4B | 4C |
| -- | -- | -- | -- | -- | - | -- | -- | -- | -- | -- | -- |
|    |    |    |    |    |   |    |    |    |    |    |    |